# نشان افتخار شایستگی جمهوری فدرال آلمان
نشان افتخار شایستگی جمهوری فدرال آلمان (به آلمانی:Verdienstorden der Bundesrepublik Deutschland) تنها نشان کشور آلمان است. این نشان نخستین بار توسط تئودور هویس رئیس‌جمهور آلمان در ۷ سپتامبر ۱۹۵۱ ساخته شد و در مجموع به بیش از ۲۰۰٬۰۰۰ فرد آلمانی و خارجی اهدا شده‌است. از سال‌های ۱۹۹۰ جوایز سالانه از ۴٬۰۰۰ که در ابتدا بوده به حدود ۲٬۳۰۰ تا ۲٬۵۰۰ رسید و اکنون به زیر ۲٬۰۰۰ که پایینترین آن ۱۷۵۲ عدد در سال ۲۰۱۱ بوده‌است. در سال‌های اخیر زنان مقدار ثابت ۳۰ تا ۳۱ درصد دریافت کنندگان این نشان بوده‌اند.همینطور این مقام به‌طور غیر رسمی با نام صلیب افتخار فدرال (به آلمانی:Bundesverdienstkreuz) نیز شناخته می‌شود. بیشتر ایالت‌های آلمان (Länder) نشان افتخار مربوط به خود را نیز دارند. به استثنای ایالت‌های هانزا و شهرهای برمن و هامبورگ که داشتن هرگونه نشان را رد کرده‌اند.

## نگارخانه

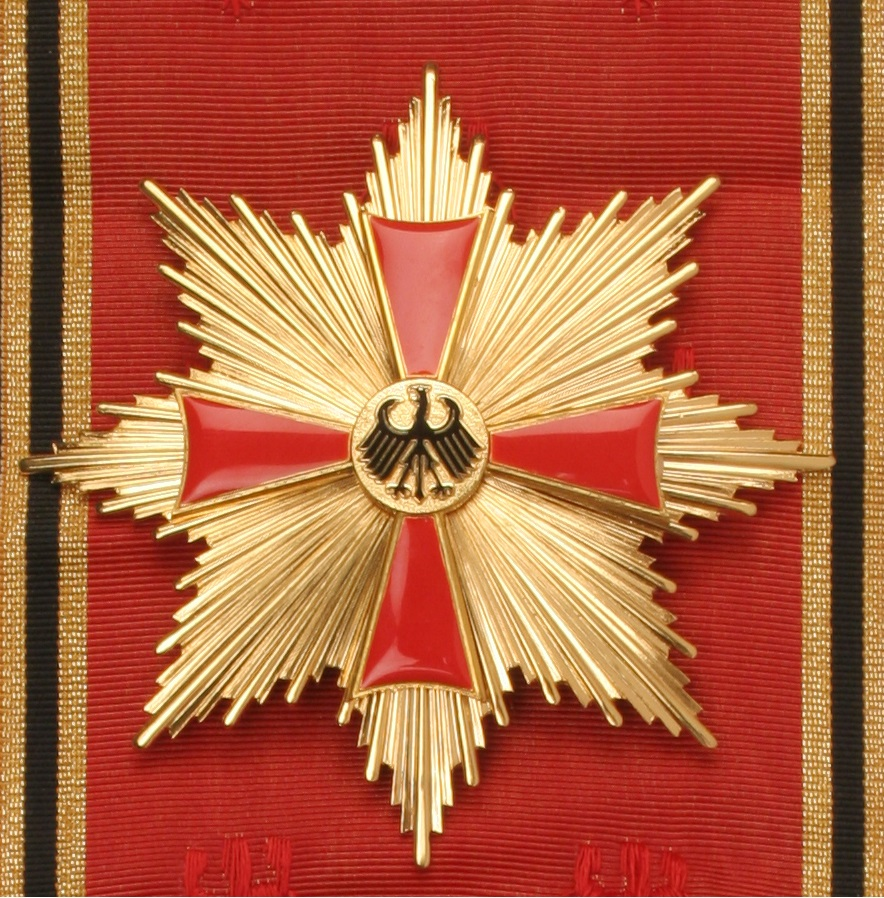
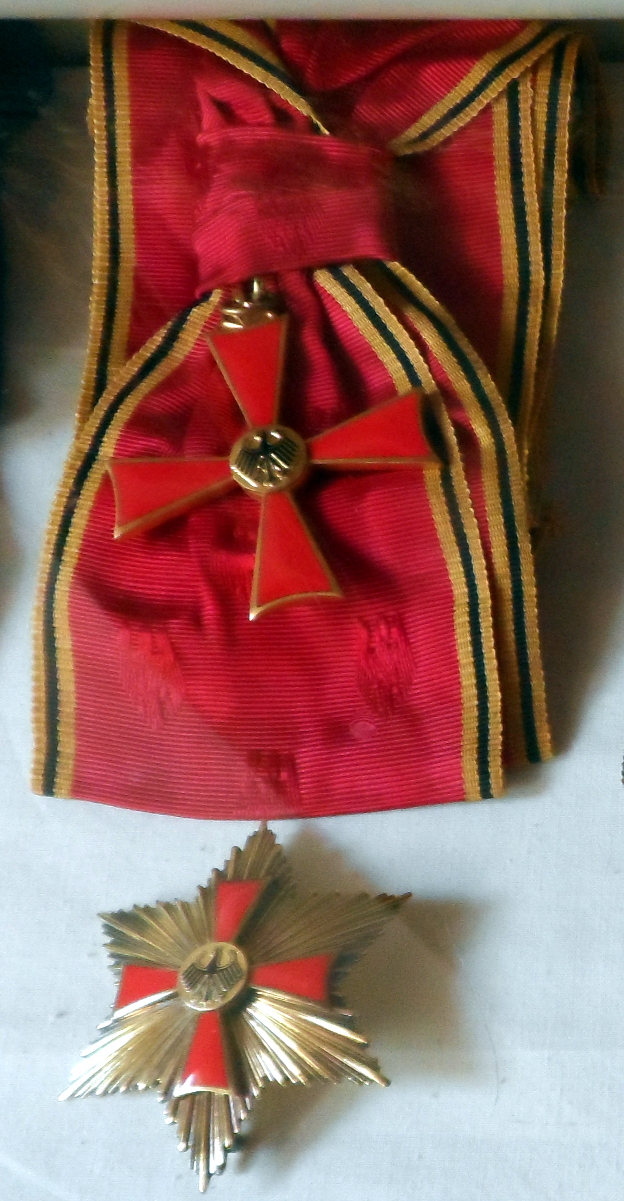
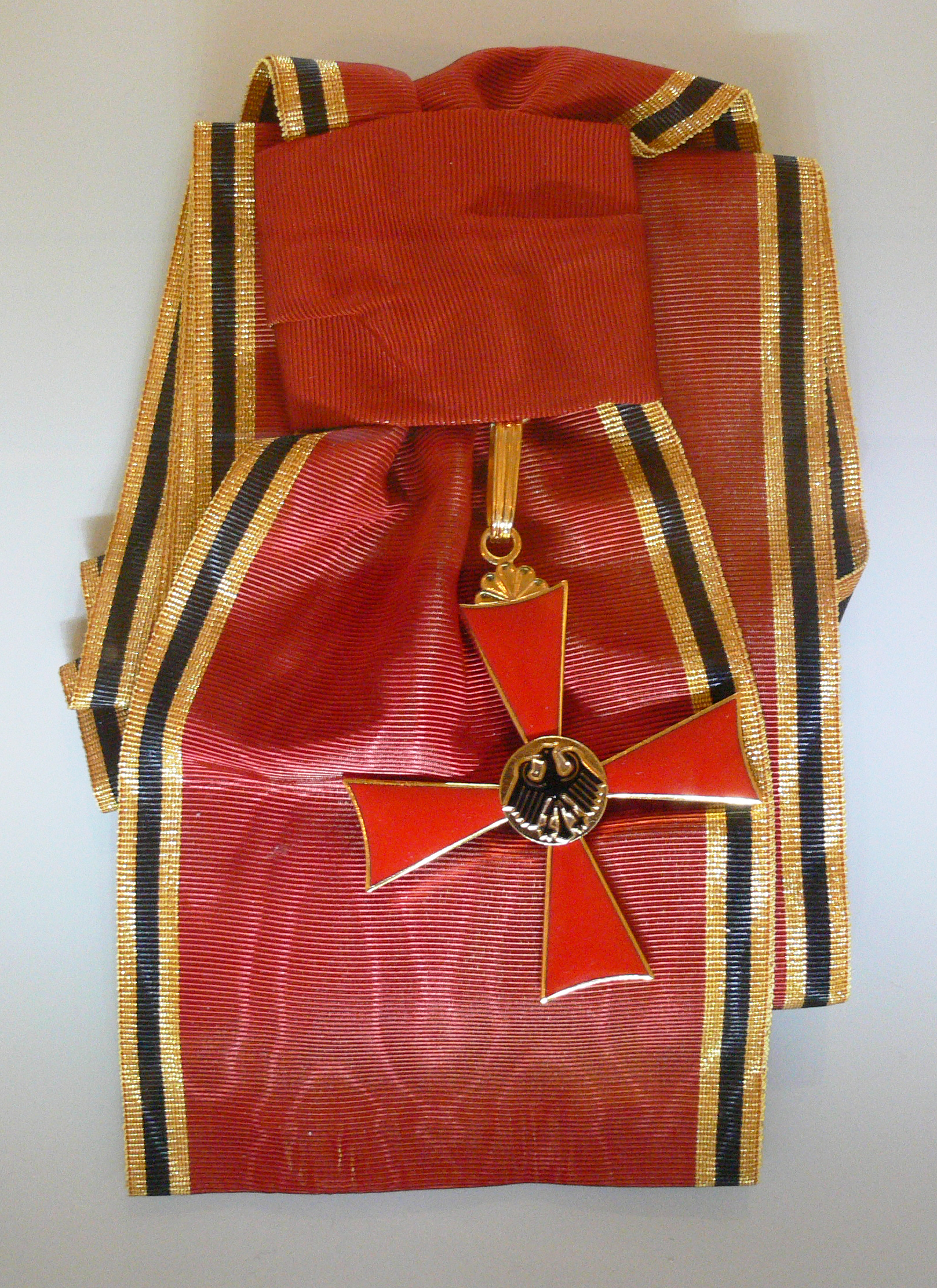
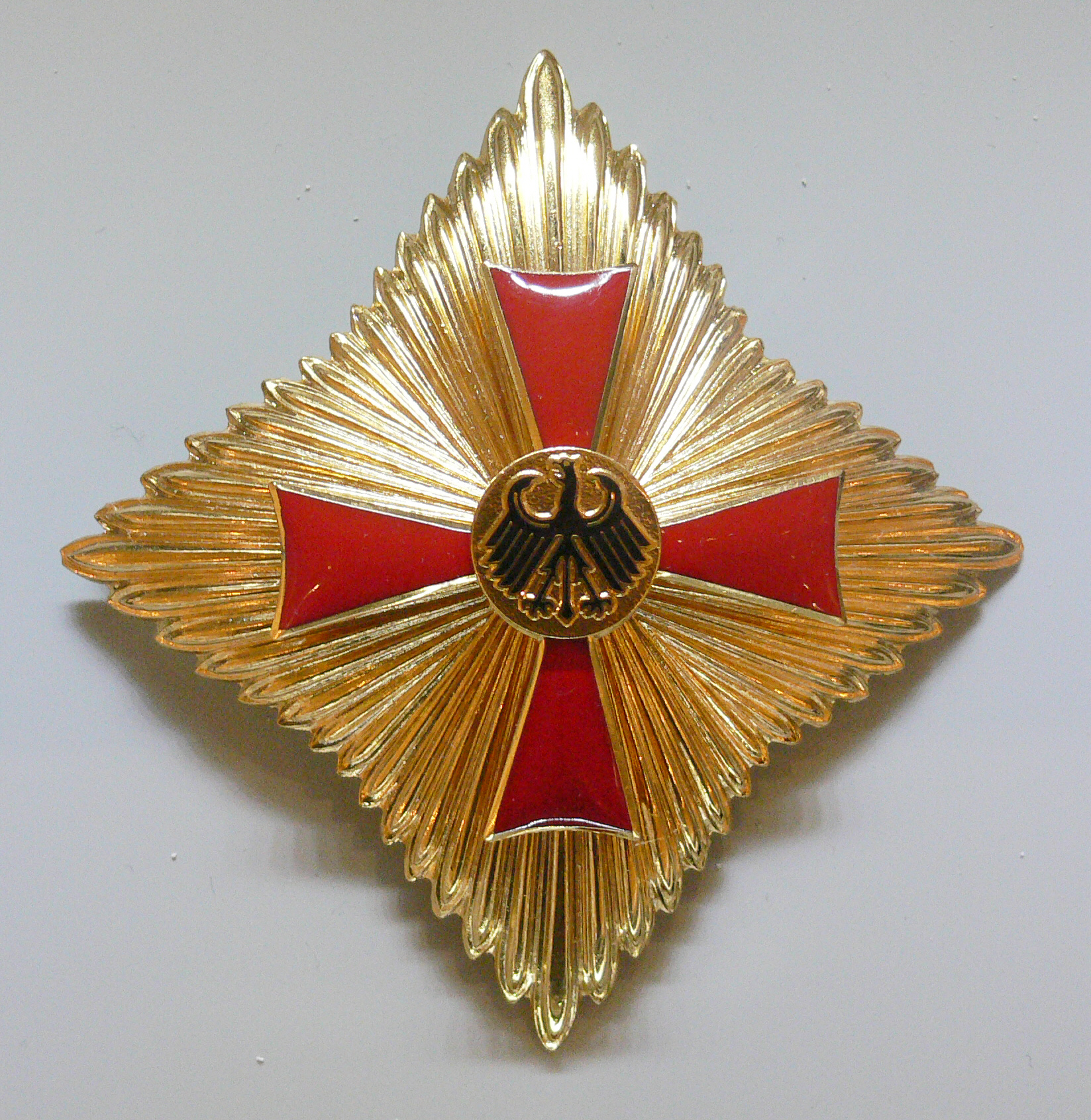
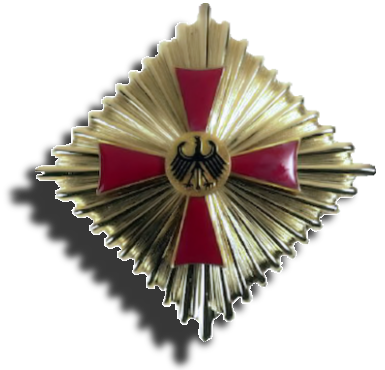
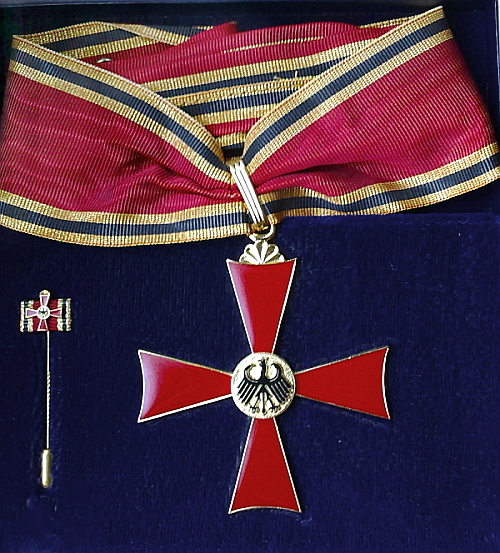
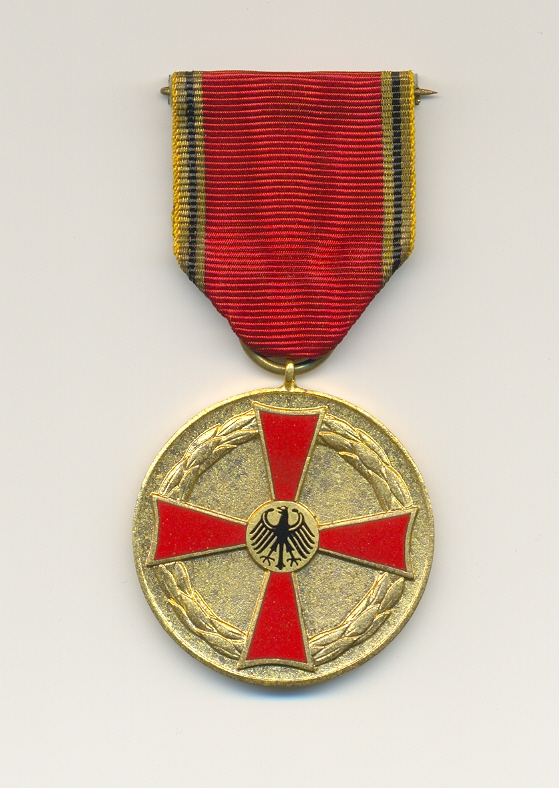
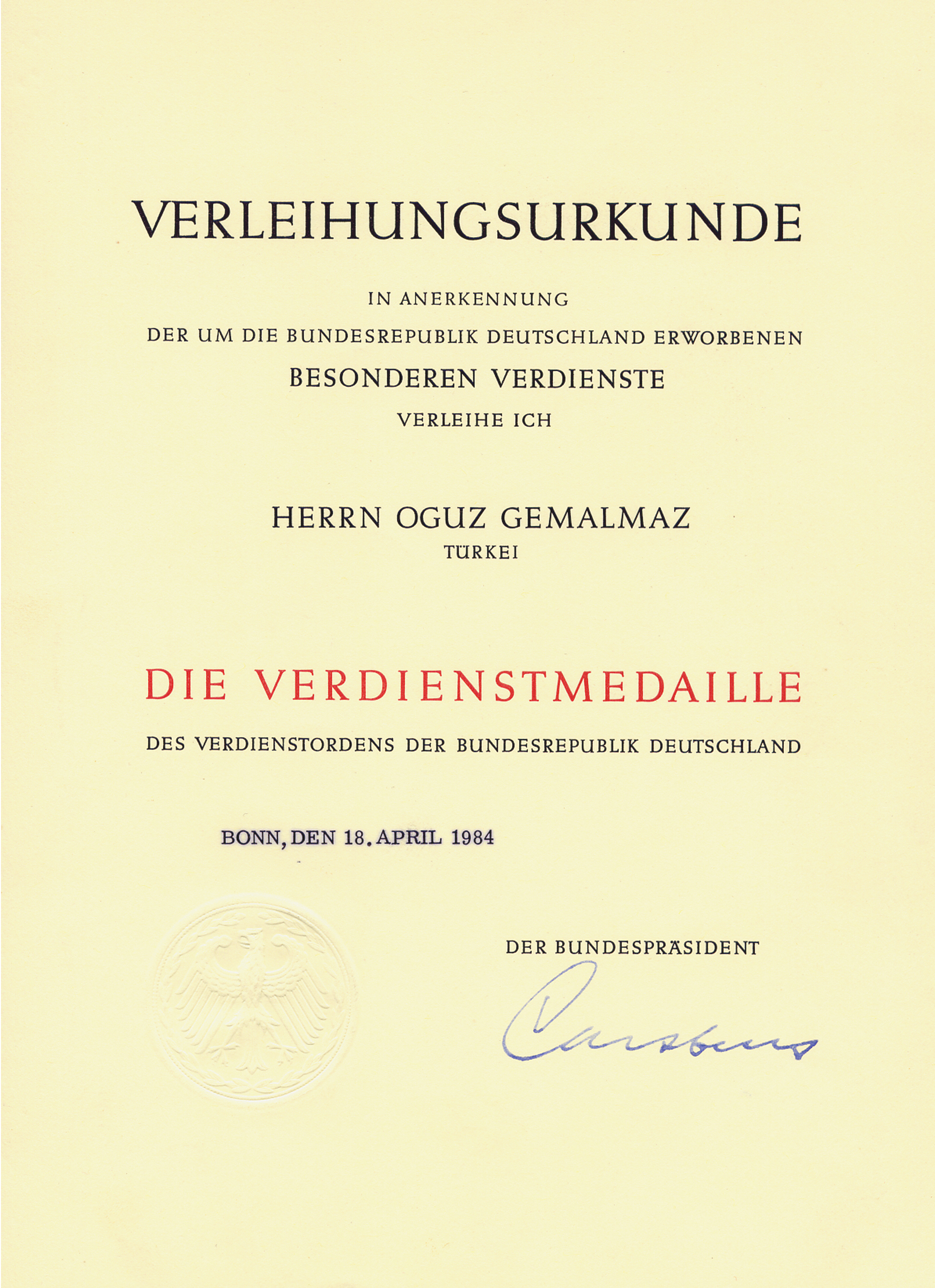
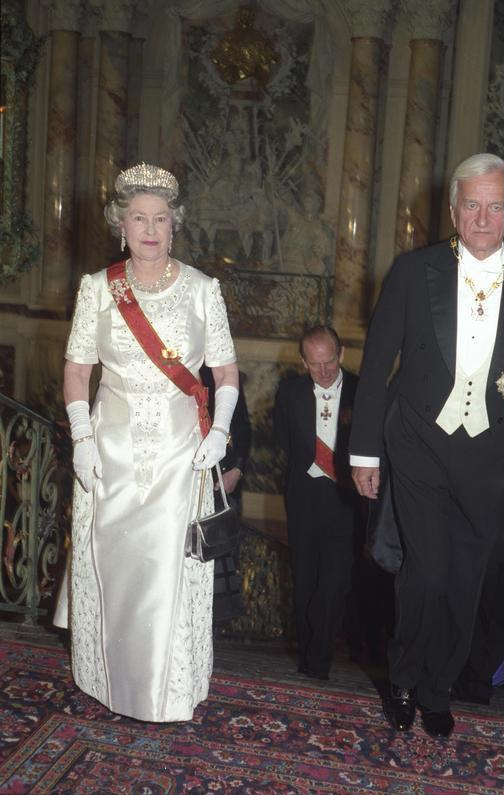